# Domenico Maria Belzoppi
Domenico Maria Belzoppi (ur. 14 listopada 1796, zm. 8 lutego 1864) – sanmaryński polityk, pięciokrotny kapitan regent (październik 1838 – kwiecień 1839, kwiecień 1842 – październik 1842, październik 1845 – kwiecień 1846, kwiecień 1849 – październik 1849, kwiecień 1853 – październik 1853).

## Życie prywatne
W 1831 ożenił się z Marią Giannini. Mieli troje dzieci.